# Вьюнищи (Светлогорский район)
Вьюнищи (бел. Уюнішчы) — деревня в Давыдовском сельсовете Светлогорском районе Гомельской области Республики Беларусь.

## География

### Расположение
В 30 км на юго-запад от Светлогорска, 31 км от железнодорожной станции Светлогорск-на-Березине (на линии Жлобин — Калинковичи), 140 км от Гомеля.

### Гидрография
На юге река Висла (приток река Виша).

## Транспортная сеть
Транспортные связи по просёлочной, затем автомобильной дороге Паричи — Озаричи. Планировка состоит из короткой улицы, ориентированной с юго-востока на северо-запад. Застройка двусторонняя, деревянная, усадебного типа.

## История
Согласно письменным источникам известна с XIX века как селение в Чернинской волости Бобруйского уезда Минской губернии. В 1850 году в составе казённого поместья. В 1879 году обозначена в числе селений Дубровенского церковного прихода. Согласно переписи 1897 года действовала часовня.
В 1917 году открыта земская школа, которая размещалась в наёмном крестьянском доме. В 1929 году организован колхоз. Во время Великой Отечественной войны партизаны разгромили опорный пункт, созданный в деревне оккупантами. В феврале 1943 года немецкие каратели полностью сожгли деревню и убили 57 жителей.
До 16 декабря 2009 года в составе Полесского сельсовета.

## Население

### Численность
- 2004 год — 11 хозяйств, 16 жителей

### Динамика
- 1850 год — 17 дворов, 102 жителя
- 1897 год — 33 двора, 266 жителей (согласно переписи)
- 1925 год — 81 двор
- 1940 год — 102 двора, 429 жителей
- 1959 год — 165 жителей (согласно переписи)
- 2004 год — 11 хозяйств, 16 жителей